# Saïd Chiba
Saïd Chiba (arab. سعيد شيبا; ur. 28 września 1970 w Casablance) – marokański piłkarz grający na pozycji pomocnika.
Grał m.in. w takich klubach jak AS Nancy, Aris FC, Al-Hilal, SD Compostela i Motherwell FC.
Z reprezentacją Maroka wystąpił na Mistrzostwa Świata w Piłce Nożnej 1998.